# Кармо
Кармо (фр. Carmaux) насеље је и општина у јужној Француској у региону Миди Пирене, у департману Тарн која припада префектури Алби.
По подацима из 2011. године у општини је живело 9933 становника, а густина насељености је износила 701,48 становника/km². Општина се простире на површини од 14,16 km². Налази се на средњој надморској висини од 235 метара (максималној 340 m, а минималној 228 m).

## Демографија
| 1962.  | 1968.  | 1975.  | 1982.  | 1990.  | 1999.  | 2011. |
| ------ | ------ | ------ | ------ | ------ | ------ | ----- |
| 14.565 | 14.755 | 13.208 | 12.113 | 10.957 | 10.231 | 9.933 |

График промене броја становника у току последњих година